# Máscaras africanas

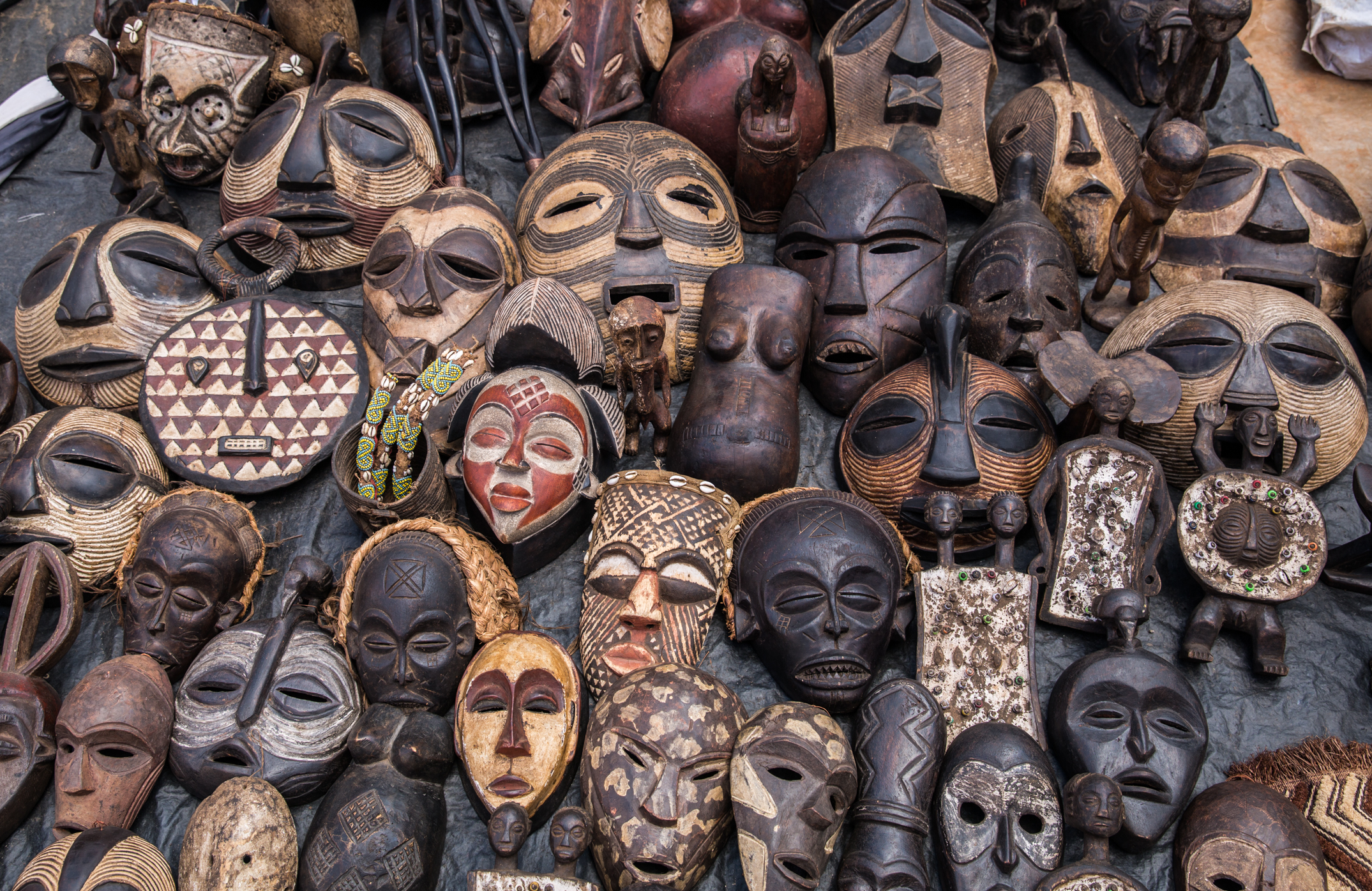
Máscaras africanas. Nairóbi.

A arte africana apresenta aspectos singulares referentes aos costumes, aos objetos e ás crenças de seus povos. As máscaras africanas são exemplos de instrumentos tradicionais destinados a rituais religiosos e sociais, utilizados por diversas etnias africanas. Cada etnia possui, em suas máscaras, estética e funções próprias. A máscara africana engloba, na maioria das vezes, adorno facial ou de cabeça, indumentária, música e dança.

## Características
O artesão que irá confeccionar a máscara deve ser incógnita e passar por um ritual de purificação antes de começar a esculpir, pois o ato de esculpir a máscara é considerado sagrado. O artesão, geralmente, é proveniente de uma família de artesãs, onde aprende o ofício de esculpir máscaras. Ou precisa ser um aprendiz, com um mestre ensinando o ofício. A máscara é esculpida, geralmente, com um grande machado de cabo longo conhecido como adze. E também utilizam facas de dois gumes e cinzéis para detalhamentos finos.
As máscaras, em sua maioria, são feitas em madeira. O tipo de árvore a ser escolhido depende do significado simbólico da máscara. A madeira precisa ser verde, para não rachar enquanto é esculpida, e depois é carbonizada com óleo de palmeira, seiva de plantas, ou lama. Também são usados outros tipos de materiais como couros, tecidos, marfim, cerâmica, bronze e cobre. Pode ser acrescentado outros elementos como chifres e cabelos. As máscaras podem ter diversas formas, como abstratas, zoomórficas ou femininas. Atualmente, alguns povos utilizam também tintas acrílicas e colares de plástico para confeccionar as máscaras.

## História
O período exato de quando as máscaras começaram a ser utilizadas pelo povo do continente africano é incerto. Pinturas rupestres encontradas em rochas na África, datadas entre 3.500 a.C. e 1.500 a.C., apresentam dançarinos usando máscaras. A máscara africana mais antiga, encontrada até o momento, é a máscara Oni Obalufon, do reino de Ife da Nigéria, datada entre os séculos XII e XV.
Entre os séculos XV e XIX, durante a exploração europeia do continente africano, os europeus tiveram uma visão errônea do uso das máscaras, gerando preconceito. Na década de 1890, o etnógrafo Richard Andree passou estudar e a entender o uso das máscaras africanas, que ajudou a mudar algumas percepções errôneas. Os artistas Picasso e Modigliani usaram as máscaras africanas, que conheceram em museus etnográficos, como inspiração para fazer suas obras expressionistas. Com isso, os ocidentais passaram a ver as máscaras africanas como obras de arte, não compreendendo o real valor das máscaras para os povos africanos. E em diversas regiões do norte da África, a influência do Islâmica proibiu a fabricação de máscaras.

## Particularidades

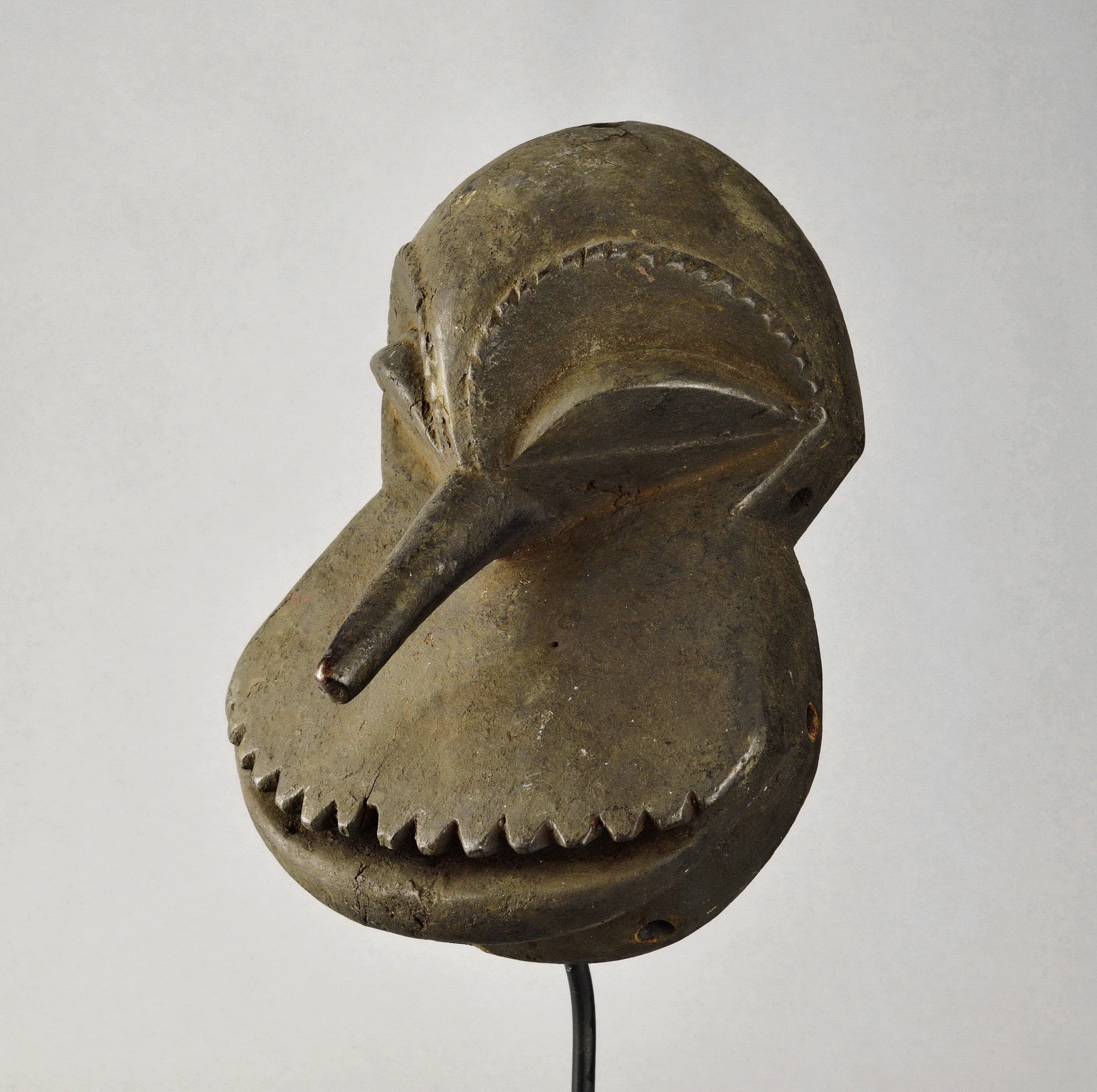
Máscara Soko mutu

A máscara Soko mutu é usada pelos Hemba, da República Democrática do Congo. É utilizada em funerais e memoriais. A máscara é composta por adorno facial e indumentária. O adorno facial é feito de madeira com cabelos feitos de pelos de macaco, tem a forma de uma face de macaco com uma boca grande e semicircular, parecendo esboçar um sorriso, e os olhos são semicerrados.  A indumentária é feita de palha e pele animal.

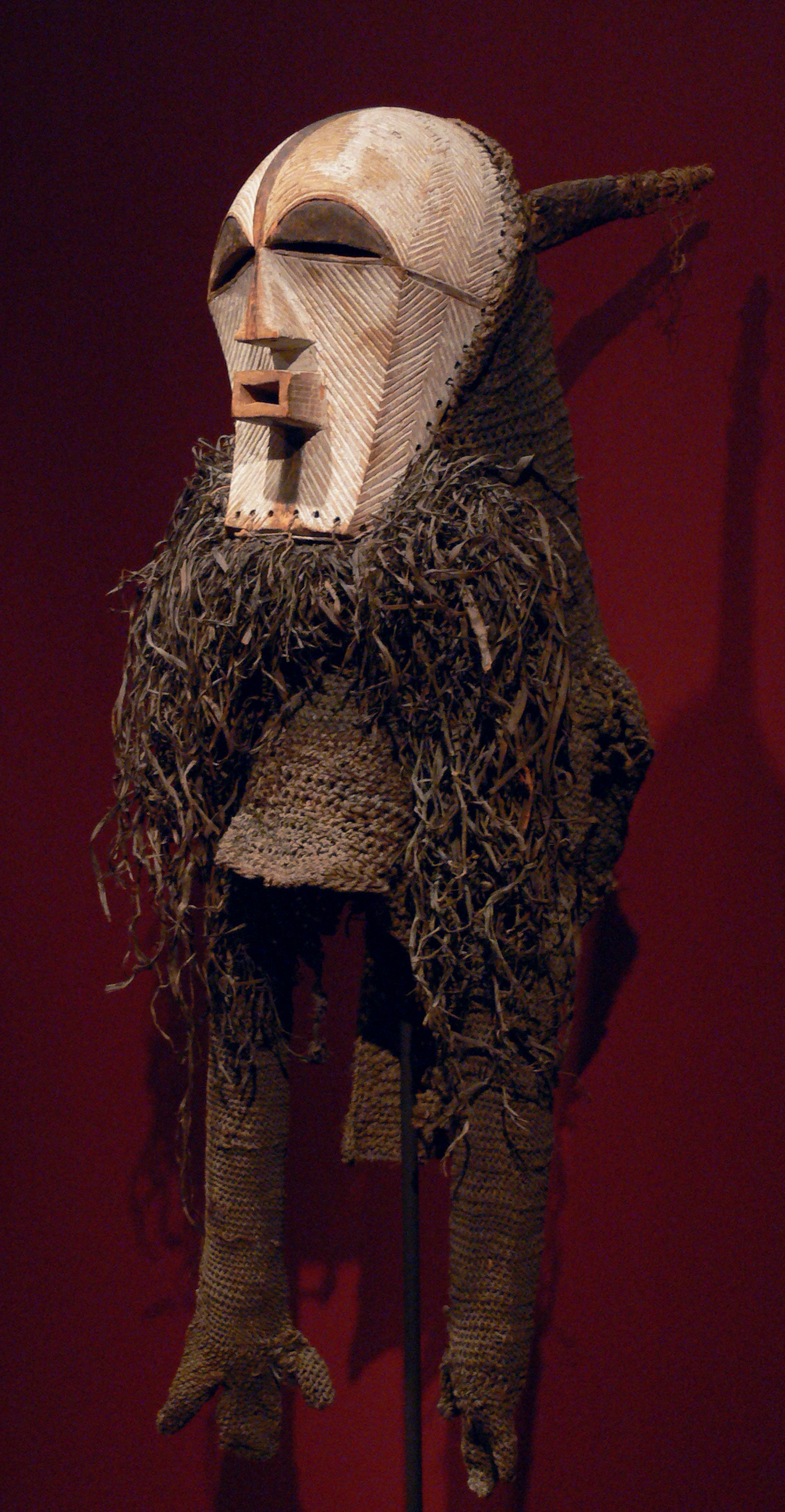
Máscara Kifwebe

A máscara Kifwebe é usada pelos Songye e pelos Luba, da República Democrática do Congo. É utilizada para assuntos políticos e para assustar os inimigos durante conflitos. É composta por adorno facial e indumentária. O adorno facial pode ter forma masculina ou feminina, sendo a masculina diferenciada pela presença de uma crista no centro da cabeça. Normalmente é de coloração branca, algumas vezes há a coloração vermelha. O branco simbolizando a lua e a luz; e o vermelho simbolizando a coragem e a força espiritual. Nos Songye, o adorno possui um formato alongado; e nos Luba, possui um formato circular. A indumentária é feita com tecido de ráfia coberta com palha.
A máscara Mukuji é usada pelo povo Punu e pelos Lumbu, do Gabão. É utilizada para cerimônias funerárias ou para garantir o equilíbrio e bem-estar da comunidade. Algumas vezes, os mascarados se apresentam com dança em pernas de pau. O adorno facial possui uma forma feminina com os olhos semicerrados e a região que vai das sobrancelhas até o queixo forma um coração. Possui um penteado elaborado, que é pintado com coloração marrom ou preto e a face é pintada com uma argila branca chamada pfemba. E na testa há esculpido uma forma losangular.
O povo Dan, da Costa do Marfim e da Libéria, utiliza mais de onze tipos de máscaras em seus rituais. As máscaras são ligadas aos espíritos das matas, e possuem formas zoomorfas e humanas. As mais usadas possuem formato oval com coloração escura. A boca possui lábios grossos e geralmente é esculpida com dentes. Os olhos são esculpidos em formato circular ou semicerrados. As formas femininas possuem penteados e adornos na testa.
A máscara Kpeliye’e é usada pelo povo Senufo, da Costa do Marfim. É utilizada para homenagear os idosos senufos falecidos e a cerimônia é restrita aos homens. Possui formato oval e ornamentos geométricos nas laterais.
Máscaras Tyi-Wara é usada pelos Bambara, do Mali. É utilizada no começo e no final do ciclo da agricultura, para garantir uma boa colheita. São usadas em pares, uma máscara representando a terra e a outra máscara representando o sol. A máscara é composta por adorno de cabeça e indumentária. O adorno de cabeça é feito de madeira, em forma zoomórfica, geralmente lembrando um antílope com chifres. podem ser em posições verticais ou horizontais. A indumentária, feita de tiras de fibra vegetal, parte do adorno da cabeça, escondendo o dançarino.

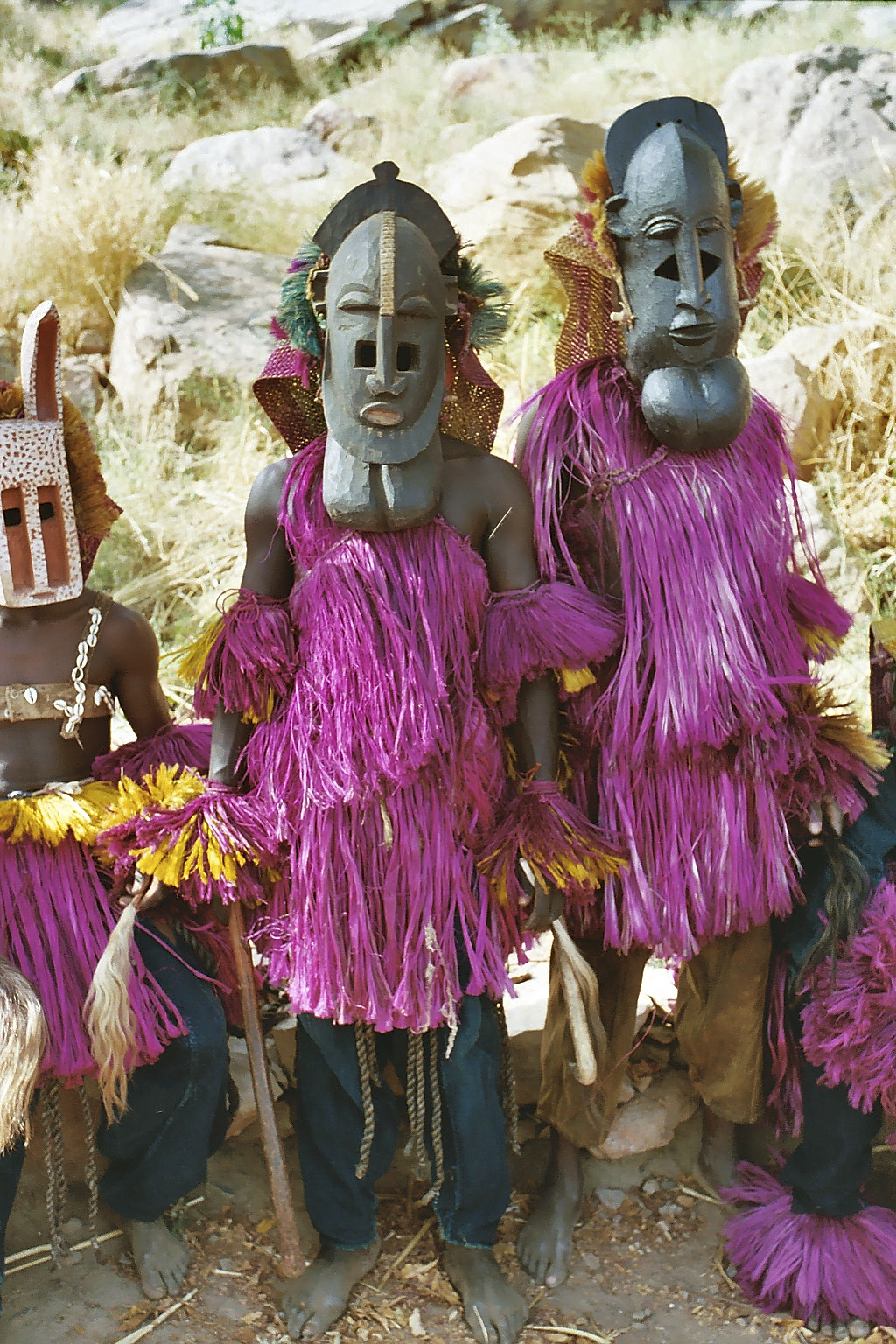
Povo Dogon usando máscaras.

As máscaras do povo Dogon, são usadas para celebrar a origem da morte, em rituais que ocorrem a cada cinco anos. No ritual, participam mais de 400 pessoas, onde usam máscaras de estilos diversos, geralmente em formato zoomórfico, principalmente representando um pássaro chamado kommolo tebu.
A máscara Sowei é usada somente por mulheres do povo Mende, de Serra Leoa. São utilizadas em funerais, em visitas de pessoas importante e nas cerimônias de iniciação das moças jovens. A máscara é composta de adorno de rosto feita de madeira com indumentária, que cobre todo o corpo, feita de fibra.
A máscara Mapiko é usada pelos Maconde, de Moçambique. É utilizada na cerimônia final da iniciação masculina, em funerais, casamentos, na visita de pessoas importante e em celebrações de feriados nacionais.

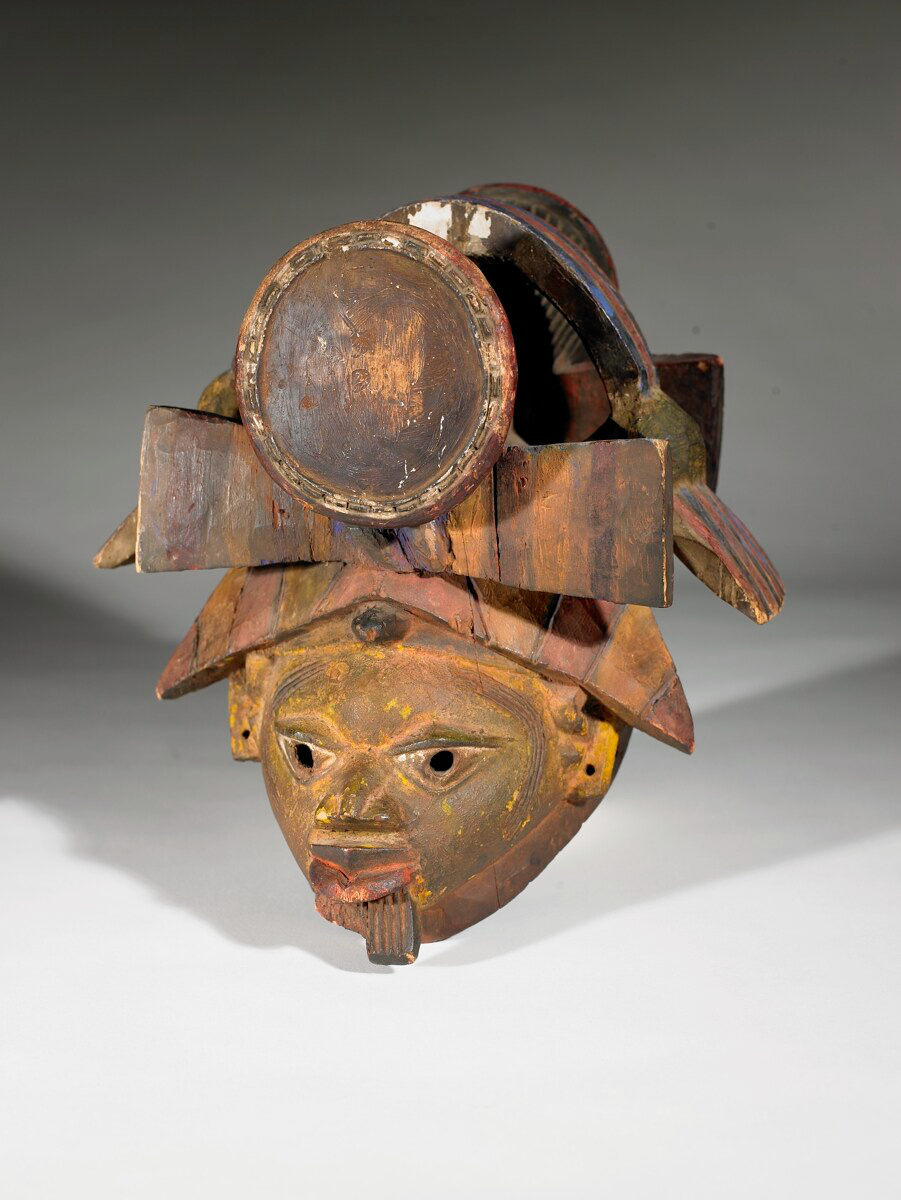
Máscara Gueledé

As máscaras Gueledé são usadas pelo povo Iorubá, da Nigéria. É utilizada na cerimônia anual que celebra Iyá Nlá e as suas discípulas, evitando que se enfureçam e gere infertilidade nas mulheres e na terra. Possuem forma humana com olhos losangular, pupilas perfuradas ou demarcadas, o nariz triangular e as maçãs do rosto protuberantes.
A máscara Egungun também é do povo Iorubá. É utilizada para celebrar os antepassados. As máscaras representam os espíritos dos ancestrais falecidos que retornam à Terra para visitar seus descendentes vivos. Também é utilizada para purificar o local, curar as doenças e de ajudar a resolver disputas territoriais.